# Marcelle Brisson
Marcelle Brisson est une écrivaine et philosophe québécoise née le 2 juillet 1929 à Montréal.
Après avoir passé la première partie de sa vie dans une communauté bénédictine, elle reprend des études de philosophie et se consacre à l'enseignement de cette discipline jusqu'à sa pré-retraite en 1987. En parallèle, Marcelle Brisson commence à publier des livres à partir de la moitié des années 1970.

## Biographie
Marcelle Brisson naît le 2 juillet 1929 à Montréal,.

### Vie religieuse chez les Bénédictines (1949-1962)
La même année qu'elle obtient son baccalauréat en philosophie à l'Université de Montréal, en 1949, Marcelle Brisson entre en religion à l'abbaye bénédictine Sainte-Marie des Deux-Montagnes. Elle y reste 13 ans durant, jusqu'en 1962. Ses années de noviciat constituent la matière de Par delà la clôture, un récit autobiographique publié en 1975.

### Reprise d'études (1962-1973)
En 1962, elle quitte la communauté des Bénédictines et, en parallèle de l'enseignement, reprend des études de philosophie. Titulaire en 1964 d'une maitrise en philosophie de l'Université de Montréal, Marcelle Brisson devient en 1973 docteure en philosophie après avoir soutenu une thèse en esthétique à l'Université de Paris X-Nanterre.

### Carrière d'enseignante (1962-1987)
Professeure de philosophie, Marcelle Brisson exerce notamment au Collège Ahuntsic, un cégep à Montréal, jusqu'à sa pré-retraite en 1987.

## Œuvre
- Expérience religieuse et expérience esthétique, Montréal, Presses universitaires de Montréal, 1974, 254 p. (ISBN 0840502680, lire en ligne)
- Par delà la clôture, Parti pris, coll. « Paroles » (no 42), 1975, 118 p. (ISBN 0885120841)
- Maman, Montréal, Triptyque, coll. « Délire » (no 1), 1977, 106 p.
- Marcelle Brisson et Louise Poissant (dir.), Célibataire, pourquoi pas ?, Québec, Éditions Serge Fleury, 1981, 196 p.
- Plus jamais l'amour éternel : Héloïse sans Abélard, Montréal, Nouvelle Optique, 1982, 176 p. (ISBN 2890170330)
- Marcelle Brisson (dir.), Éros au pluriel, Montréal, Hurtubise HMH, 1984, 229 p. (ISBN 2890456250)
- Marcelle Brisson (dir.), Un bouquet de Narcisse(s), Montréal, L'Hexagone, 1991
- Le bruissement du temps, la dynamique du vieillissement, Montréal, Triptyque, 1992, 150 p.
- Marcelle Brisson et Suzanne Côté-Gauthier, Montréal de vive mémoire, 1900-1939, Montréal, Triptyque, 1994, 340 p. (ISBN 2-89031-198-8)
- Le Roman vrai, Québec Amérique, 2000, 368 p.